# Ханс Фалада
Ханс Фалада (на немски: Hans Fallada) с истинското име Рудолф Вилхелм Фридрих Дитцен (Rudolf Wilhelm Friedrich Ditzen) е германски писател.

## Биография
Роден е на 21 юли 1893 г. в Грайфсвалд. Баща му е съдия в Лайпциг. Семейството се мести през 1899 г. в Берлин и в Лайпциг през 1909 г.
На 19 години посещава гимназията в Рудолщат, но не я завършва. През 1945 г. живее в Берлин и работи във вестник. Умира на 5 февруари 1947 г. в Берлин от алкохолизъм.

## Съчинения
- „Младият Гьодешал“ (Der junge Goedeschal) 1920
- „Антон и Герда“ (Anton und Gerda) 1923
- „Селяни, бонзи и бомби“ (Bauern, Bonzen und Bomben) 1931
- „Човече, ами сега?“ (Kleiner Mann — was nun?) 1932
- „Пияндето“ (Der Trinker) 1950

## Признание
В памет на писателя град Ноймюнстер учредява през 1981 г. литературната награда „Ханс Фалада“. Присъжда се на всеки две години на млади автори от немското езиково пространство, които, подобно на Фалада, „разглеждат в творбите си проблеми на съвремието в политически и социален план“.